# XEFI-AM
XEFI-AM conocida como Éxtasis Digital es una estación de radio con licencia en la ciudad de Chihuahua, Chihuahua, México. Transmite en los 580 kHz de la banda de Amplitud Modulada (Onda Media) con 5 kW de potencia diurnos. Además de tener una señal repetidora en 96.5 de Frecuencia Modulada a partir de 2011.

## Historia
XEFI-AM, fue la primera estación de radio concesionada formalmente en la ciudad de Chihuahua, después de los experimentos del Gobierno del Estado, durante la gubernatura de Ignacio C. Enríquez iniciados en 1921, y la corta emisión de la XICE-AM a mediados de los años 20. La estación fue concesionada el 1 de octubre de 1932 a Feliciano López Islas (de quien proviene las siglas) con el indicativo de llamada XEFI-AM con ubicación a 2.5 km de la zona centro de la ciudad de Chihuahua y 0.25 kW de potencia en la banda de 1000 kHz.
La estación fue vendida el 23 de marzo de 1939 a Ramiro Gerardo Uranga Fernández, quien posteriormente compraría las estaciones XEFO-AM y XEFA-AM y fundaría XHFI-TV Canal 5 (que tiene el identificativo por XEFI-AM) en 1956.
El 16 de abril de 1949, la titularidad de la concesión fue cambiada a nombre de "El Pregonero del Estado de Chihuahua, S.A." Para estos tiempos, por sus filas pasó César de la Rosa, reconocido locutor chihuahuense. El 2 de julio de 1969, se movió la estación a la frecuencia de 580 kHz y aumentar la potencia a 5 kW diurnos y 0.25 kW nocturnos.
El 30 de noviembre de 1976, la estación fue vendida a "El Vocero del Norte, S.A.", filial de Grupo Radiorama.
En 2011 se autorizó a la estación entrar en proceso de cambio de frecuencia de AM a FM, para lo cual se otorgó operar una frecuencia adicional en FM con identificativo de llamada XHFI-FM en la frecuencia de 96.5 MHz con potencia de 25 kW. Actualmente la estación transmite en AM y FM simultáneamente esperando terminar emisiones en AM

## Formato
La estación opera el formato de puros éxitos de 70's, 80's, 90's, 2000's en español e inglés  todo el día.